# Burweg
Burweg település Németországban, azon belül Alsó-Szászország tartományban. Lakosainak száma 1008 fő (2023. december 31.).

## Népesség
A település népességének változása:
| Lakosok száma | 1022 | 1014 | 1007 | 1005 | 1032 | 1008 |
|               | 2016 | 2017 | 2019 | 2021 | 2022 | 2023 |